# Aeroport de Taroudant
L'Aeroport de Taroudant (àrab: مطار تارودانت, Maṭār Tārūdānt) (codi OACI: GMMO) és un aeroport del Marroc de vols no programats que serveix la vila de Taroudant.